# Кисловский сельсовет (Нижегородская область)
Ки́словский сельсове́т — муниципальное образование в Лысковском районе Нижегородской области. Имеет статус сельского поселения.
Административный центр — посёлок Нива.

## Образование
Совхоз был образован 5 января 1962 года, а его директором был назначен Николай Михайлович Грачёв. В его состав вошли более 20 населённых пунктов: Сёмово, Уткино, Дубенщино, Крестьянка, Брюханово, Золотой, Исламовка, Колычево, Егорьевское, Кожино, Муравей, Малые Курашки, Окинино, Черемиска, Юркино, Елевка, Покровка, Саревка, Бахмут, Кисловка, Лыткино и Сумкино.
Площадь совхоза составила 12 116 гектаров, 10 131 из которых используются в качестве сельскохозяйственных угодий.

## Население
| 2002  | 2010  | 2012  | 2013  | 2014  | 2015  | 2016  |
| ----- | ----- | ----- | ----- | ----- | ----- | ----- |
| 1840  | ↘1569 | ↗1570 | ↘1536 | ↗1546 | ↘1521 | ↘1507 |
| 2017  | 2018  | 2019  | 2020  |       |       |       |
| ↘1458 | ↘1437 | ↘1407 | ↘1390 |       |       |       |

## Состав сельского поселения
| №  | Населённый пункт | Тип населённого пункта          | Население |
| -- | ---------------- | ------------------------------- | --------- |
| 1  | Бахмут           | деревня                         | ↘2        |
| 2  | Брюханово        | деревня                         | ↗9        |
| 3  | Дубенщино        | село                            | →11       |
| 4  | Егорьевское      | село                            | ↘32       |
| 5  | Елевка           | село                            | ↘4        |
| 6  | Кисловка         | село                            | ↘8        |
| 7  | Кожино           | деревня                         | →0        |
| 8  | Колычево         | село                            | ↘8        |
| 9  | Крестьянка       | деревня                         | ↘0        |
| 10 | Лыткино          | деревня                         | →7        |
| 11 | Нива             | посёлок, административный центр | ↘1284     |
| 12 | Окинино          | село                            | ↘35       |
| 13 | Покровка         | деревня                         | ↘5        |
| 14 | Саревка          | деревня                         | ↘12       |
| 15 | Сёмово           | село                            | ↗101      |
| 16 | Сумкино          | деревня                         | ↗10       |
| 17 | Уткино           | деревня                         | ↗11       |
| 18 | Черемиска        | село                            | ↘22       |
| 19 | Юркино           | село                            | ↘11       |

Ранее на территории сельсовета были и другие населённые пункты. Населённые пункты, прекратившие существование:
- д. Хутор (прекратила существование в начале 1930-х годов). Деревня была основана сёмовскими переселенцами в конце 1917 года, было построено 3 землянки. Хутор исчез в начале 1930-х годов.
- п. Золотой (прекратил существование в 1978 году)
- д. Малые Курашки (ликвидирован в 28.10.1979 года)
- п. Муравейник (посёлок был ликвидирован в 1952 году)
- д. Смолино (вошла в состав Егорьевского в 1965 году)
- д. Исламовка (упразднена в 1986)[13]

## Экономика
Основное производство — зерно, картофель и кормовые культуры для развития общественного животноводства. В совхозе насчитывалось чуть больше полутора тысяч голов крупного рогатого скота, и на шести молочно-товарных фермах содержалось до 611 коров. Имелись три товарные свинофермы с общим поголовьем около двух с половиной тысяч голов — Лыткинская, Сёмовская и Саревская. В Покровке разводили овец, и их было около 1000. В Колычеве размещалась мини-птицефабрика всего на 550 голов кур-несушек.